# Langues berbères du Nord
Les langues berbères du Nord, qui constituent une branche du groupe des langues berbères, forment un continuum linguistique à travers l'Afrique du Nord. Leur continuité géographique a été rompue par la propagation de la langue arabe et, dans une moindre mesure, par le sous-groupe des langues zénètes.  Ces dernières partagent certaines innovations qu'on ne trouve pas dans les langues environnantes, notamment une lénition du [k] en [ʃ] et l'absence du préfixe a- dans certains mots (exemple: afus ⇒ fus « main »).

## Langues
Le groupe des langues berbères du Nord encore parlées comprend, :
- les langues « non-zénètes » du Maroc et d’Algérie[1] :
  - les langues de l'Atlas, au Maroc, comprenant :
    - le chleuh (inclut le judéo-berbère), au sud ;
    - le tamazight central ;
    - le sanhaji de Srayr, dans le Rif central ;
    - le ghomari, dans le nord-ouest du Rif ;

  - le kabyle, en Algérie[2] ;

- les langues zénètes[4] :
  - le rifain, dans le nord-est du Maroc, comprenant:
    - le rifain occidental, parlé autour d'Al Hoceima ;
    - le rifain central, parlé dans les environs de Nador et Driouch ;
    - le rifain oriental, parlé autour de Berkane et Kebdana, considéré tantôt comme un dialecte du rifain tantôt comme un dialecte distinct ;
    - les parlers zénètes de l'Oriental ;

  - le berbère du Moyen Atlas oriental, dans le centre-est du Maroc, transitionnel vers les langues berbères de l'Atlas ;
  - les parlers du nord-ouest de l’Algérie:
    - le berbère du Dahra, incluant les parlers du Chenoua, du bassin du Chélif et du Gouraya ;
    - le parler berbère de l'Atlas blidéen, dans la Mitidja ;
    - le parler des Beni Snous, communément considéré en tant que dialecte du rifain ;

  - le chaoui, dans les Aurès, en Algérie ;
  - les parlers nord-sahariens, comprenant:
    - le chilha du Sud oranais et de Figuig, de part et d'autre de la frontière entre le Maroc et l'Algérie ;
    - le tagourart ou zénète du Gourara, en Algérie ;
    - les parlers berbères du Touat et du Tidikelt, en Algérie ;
    - le mozabite , dans la région du Mzab, en Algérie ;
    - le tagargrent, dans la région d'Ouargla, en Algérie ;
    - le temacine tamazight, dans la région de l'Oued Righ, en Algérie ;

  - le groupe des parlers zénètes orientaux, transitionnel vers les langues berbères orientales, comprenant:
    - le tamazight du Sened, en Tunisie, langue éteinte au courant du XXe siècle ;
    - le tamazight de Djerba, en Tunisie ;
    - le jbali de Matmata, en Tunisie ;
    - le jbali de Tataouine, en Tunisie ;
    - le zouari, dans la ville de Zouara, en Libye.

Le nafusi, parlé au nord-ouest de la Libye, autrefois considéré comme faisant partie du groupe zénète, en est exclu par les études récentes qui le rattachent au groupe des langues berbères de l'Est. 
- les langues berbères de l'Est : incluses par Maarten Kossmann au sein des langues berbères du Nord dans le cadre d'un continuum dialectal[3] ; ce groupe inclut[5] :
  - un premier sous-groupe incluant le ghadamesi et le tawjilit, caractérisés par la préservation du *β proto-berbère en tant que β[5] (devenu h ou disparu ailleurs) ;
  - un second sous-groupe incluant le nafusi, le siwi et les parlers berbères du Fezzan dont le berbère de Sokna, partageant un certain nombre d'innovations avec les langues berbères du Nord, tel la perte du *β proto-berbère[5] et l’évolution du *ă en ə[6].

## Lexique
Le tableau présente son lexique selon Lameen Souag (2017):
|                    | Zénète      | Zénète                 | Atlas blidéen         | Atlas blidéen    | Kabyle                             |
| Français           | Ait Snous   | Ait Menacer            | Ait Salah             | Ait Messaoud     | Ait Menguellet                     |
| ------------------ | ----------- | ---------------------- | --------------------- | ---------------- | ---------------------------------- |
| main               | fus         | fus                    | afus                  | fus              | afus                               |
| terre              | šal         | šal                    | aḵal, akal            | aḵal             | aḵal                               |
| genou              | fud         | fuḏ                    | afuḏ                  | afuḏ             | afuḏ ‘jambe’                       |
| foie               | tsa         | ṯasa, ssa              | ṯasa                  | ṯasa             | ṯasa                               |
| paille             | lum         | ?                      | alim                  | alim             | alim                               |
| barbe              | ṯmarṯ       | ṯmarṯ                  | ṯammarṯ, ṯamarṯ       | ṯamarṯ           | ṯamarṯ                             |
| lune               | yur         | yur                    | ayyur                 | ?                | aggur                              |
| poule              | ṯyaẓiṭ      | ṯyaẓiṭ                 | ṯayaẓeṭ, ṯiyaẓeṭ      | ?                | ṯayaẓiṭ                            |
| roseau             | ɣanim       | ɣalim                  | aɣanim                | aɣalim           | aɣanim                             |
| pied               | ḍar         | ḍar                    | aḍar                  | aḍaṛ             | aḍaṛ                               |
| scorpion           | ṯɣirḍəmṯ    | ṯɣiṛḍəmt               | ṯiɣərḏəmţ             | ṯiɣərḏəmţ        | ṯiɣirḏəmṯ                          |
| soleil             | ṯfuyṯ       | ṯfuyṯ                  | ṯafuṯ                 | ṯafuḵṯ           | ṯafuḵṯ ‘lumière diffusé du soleil’ |
| hérisson           | yənsi, insi | insi                   | inseğ                 | insi             | inisi                              |
| sable              | (rrməl)     | ižḏi ‘terre siliceuse’ | ižḏi                  | (rrməl)          | iždi                               |
| aller              | -           | -                      | ddu                   | ddu              | ddu                                |
| oublier            | ttu         | ttu                    | ttu                   | ttu              | ţţu                                |
| partager           | bḍa         | ?                      | bḍu                   | bḍu              | bḍu                                |
| chercher           | urza        | ?                      | rzu                   | rzu              | rzu ‘intéresser’                   |
| il a frappé        | yuṯu        | ?                      | yuṯa                  | yuṯa             | iwəṯ                               |
| il a descendu      | -           | irsa                   | yərsa                 | ?                | yərs                               |
| il a voulu         | yixs        | ixs                    | ixsa                  | ?                | (yəbɣa)                            |
| accroître, ajouter | rni         | ?                      | rnu                   | rnu              | rnu                                |
| pourrir            | ?           | ?                      | rḵu                   | ?                | rku                                |
| coudre             | -           | ?                      | ğnu                   | ?                | gnu ‘être enfilé’                  |
| écrire             | ari         | ari                    | ari                   | ?                | aru                                |
| lait frais         | aɣi         | ?                      | iɣi                   | iɣi              | iɣi                                |
| farine             | arən        | ?                      | arən                  | arən             | awrən                              |
| alfa               | ari         | ari, (lḥalfəṯ)         | ari                   | (lḥalfəṯ)        | awri                               |
| moi                | nəč         | neč                    | nək, nəḵḵ             | ?                | nəkk                               |
| toi (m.)           | šəkk        | šəkk                   | ḵəčč                  | ḵəčč             | ḵəčč                               |
| toi (f.)           | šəmm        | šəmm                   | ḵəmm                  | ḵəmm             | ḵəmm                               |
| donner             | uš          | uš                     | uš, əḵf               | eḵf              | əfk                                |
| quelques           | (lbaɛḍ)     | šra                    | ḵra                   | ?                | ḵra                                |
| labourer           | šrəz        | ?                      | ḵrəz                  | ?                | ḵrəz                               |
| demain             | ayča        | ayča                   | azəkka                | ?                | azəkka                             |
| pou                | ṯiššiṯ      | ṯiššəṯ                 | ṯiččəṯ                | ?                | ṯilkiṯ                             |
| entre              | žar         | žar                    | gar, g̱ar              | ?                | g̱ʷər                               |
| dessus             | nəž         | ?                      | nnig                  | z nnig           | nnig̱                               |
| puiser             | ayəm        | ayəm                   | ağəm                  | ağəm             | agʷəm                              |
| moissonner         | mžər        | ?                      | mğər                  | mğər             | mg̱ʷər                              |
| jurer              | ğall        | ?                      | ggall, ğal            | ?                | ggall                              |
| ciel               | ažənna      | ažənna                 | ažənna                | ažənna           | ig̱ʷənni                            |
| viande             | aysum       | aḵsum                  | aḵsum                 | aḵsum            | aḵsum                              |
| bleu, vert         | aziza       | ?                      | azəgzaw, azizaw       | ?                | azəg̱ʷzaw                           |
| frère              | uma         | yuma, (xəyyi)          | gma, (xəyy)           | (xəyy̱)           | g̱ʷma                               |
| un                 | iğən        | ?                      | iğ, yiğ, yiwən, yižən | iğ, yiğ          | yiwən                              |
| deux               | (ṯnayən)    | ? (cf. Chenoua : sən)  | sən, sin              | ?                | sin                                |
| être noir          | bəršən      | bərḵən                 | briḵ                  | briḵ             | iḇriḵ                              |
| entrer             | aḏəf        | aḏəf                   | kšəm, aḏəf, adəf      | kšəm, ḵšəm, aḏəf | kšəm                               |
| aller, marcher     | yyur        | yyur                   | ddu, ggur, yyur       | ddu, ggur, ğğur  | ddu, glu                           |
| long               | azirar      | azirar                 | azəgrar               | ?                | aɣʷəzfan                           |
| berger             | alinti      | ?                      | aməḵsa                | ?                | aməḵsa                             |
| se vêtir           | irəḍ        | ?                      | əls                   | əls              | əls                                |
| lièvre             | ayərziz     | ayərziz                | ayərziz               | ayerziz          | awṯul                              |